# Coupe du Portugal de football 1990-1991
Navigation
1989-1990 1991-1992

La Coupe du Portugal de football 1990-1991 est la 51e édition de la Coupe du Portugal de football, considéré comme le deuxième trophée national le plus important derrière le championnat. 
La finale est jouée le 2 juin 1991, à l'Estádio Nacional do Jamor, entre le FC Porto et le Sport Clube Beira-Mar. Le FC Porto remporte son septième trophée en battant le SC Beira-Mar  3 à 1, après prolongation, et se qualifie pour la Coupe d'Europe des vainqueurs de coupe de football 1991-1992.

## Finale
| 2 juin 1991 | FC Porto         | 3 - 1 a. p. | Sport Clube Beira-Mar | Estádio Nacional do Jamor |                           |
|             |                  | (1 - 1)     |                       | Arbitrage : Vítor Correia | Arbitrage : Vítor Correia |
|             | Feuille de match |             |                       | Arbitrage : Vítor Correia | Arbitrage : Vítor Correia |